# P1Harmony
P1Harmony (Coreà: 피원하모니; Japonès: ピーワンハーモニー) és un grup de música sud-coreà, portat per l'empresa FNC Entertainment, amb els membres Keeho, Theo, Jiung, Intak, Soul i Jongseob.

## Nom
El nom de P1Harmony ve de Plus (sumar, +) amb el número 1 i harmonia, format per sis nois que tenen el poder de crear harmonies.
El nom dels seus fans és P1ece (piece = peça) simbolitzant que amb moltes peces petites es pot crear una gran, indicant que l'última peça per formar P1Harmony són els fans.

## Membres
- Keeho (기호) – líder del grup i cantant[4][5]
- Theo (테오) – cantant[6][5]
- Jiung (지웅) – cantant, raper i ballarí[7][8]
- Intak (인탁) – raper i ballarí[7][9]
- Soul (소울) – raper i ballarí[10][11]
- Jongseob (종섭) – raper i ballarí[10][12]

## Història

### Pre-debut
Abans del debut, el grup va formar part d'un projecte de fusió sobre el K-pop i K-movies. En aquest projecte es va presentar una pel·lícula anomenada "P1H: A New World Begins" on els personatges principals són els integrants del grup i va sobre sis nois que venen del cel al planeta Terra per salvar-lo d'un virus.

### 2020: Debut iDisharmony: Stand Out
Després d'anunciar la pel·lícula, l'u de setembre de 2020, l'empresa FNC Entertainment va anunciar el nom del nou grup de música seguit d'un vídeo presentació del logo.
Finalment, el vint-i-vuit d'octubre de 2020, el grup va debutar amb el seu primer EP amb el nom de "Disharmony: Stand Out" amb la cançó principal anomenada "Siren"

## Discografia

### Àlbums
| Títol | Detalls |
| --- | --- |
| Killin' It | - Data: 5 de febrer de 2024 - Empresa: FNC Entertainment - Formats: CD, digital, streaming \| Llistat de cançons \| \| ---------------------------------------------------------------------------------------------------------------------------------------------------------------------------- \| \| # "Killin' It" 1. "Late Night Calls" 2. "Everybody Clap" 3. "Love Story" 4. "Countdown to Love" 5. "Emergency" 6. "2Nite" 7. "Let Me Love You" 8. "Street Star" 9. "I See U" \| |
| Llistat de cançons | |
| # "Killin' It" 1. "Late Night Calls" 2. "Everybody Clap" 3. "Love Story" 4. "Countdown to Love" 5. "Emergency" 6. "2Nite" 7. "Let Me Love You" 8. "Street Star" 9. "I See U" | |

#### EP (Miniàlbums)
| Llistat de cançons                                                                                      |
| --- |
| # "Intro; Breakthrough" 1. "SIREN" 2. "Nemonade" 3. "That's It" 4. "Butterfly" 5. "Skit; Disharmony #1" |

| Llistat de cançons                                                            |
| ----------------------------------------------------------------------------- |
| # "Scared" 1. "Reset" 2. "Pyramid" 3. "AYAYA" 4. "End It" 5. "If You Call Me" |

| Llistat de cançons                                                                                 |
| -------------------------------------------------------------------------------------------------- |
| # "Do It Like This" 1. "That'$ Money" 2. "Follow Me" 3. "Bop" 4. "Before the Dawn" 5. "Peacemaker" |

| Llistat de cançons                                                                                                |
| --- |
| # "Doom Du Doom" (둠두둠) 1. "Black Hole" 2. "Yes Man" 3. "Swagger" 4. "Mirror Mirror" 5. "Different Song for Me" |

| Llistat de cançons |
| --- |
| # "Back Down" 1. "BFF (Best Friends Forever)" 2. "Secret Sauce" 3. "One and Only" 4. "Look at Me Now" (태양을 삼킨 아이) 5. "Better Together" (배낭여행) |

| Llistat de cançons                                                                                   |
| --- |
| # "Jump" 1. "Love Me for Me" 2. "New Classic" 3. "More Than Words" 4. "Heartbeat Drum" 5. "I Am You" |

| Llistat de cançons                                                                                                   |
| --- |
| # "SAD SONG" 1. "It's Alright" 2. "Last Call" 3. "Welcome To" 4. "All You" 5. "WASP" 6. "SAD SONG" (English version) |

| Llistat de cançons                                                           |
| ---------------------------------------------------------------------------- |
| #"DUH!" 1. "Pretty Boy" 2. "Murmur" 3. "Flashy" 4. "Over and Over" 5. "Work" |

### Solos
| Títol                              | Any   | Album                      |
| Coreà                              | Coreà | Coreà                      |
| ---------------------------------- | ----- | -------------------------- |
| "Siren"                            | 2020  | Disharmony: Stand Out      |
| "Breakthrough" (틀; full version)  | 2020  | Solo sense àlbum assignat  |
| "Scared" (겁나니)                  | 2021  | Disharmony: Break Out      |
| "Do It Like This"                  | 2022  | Disharmony: Find Out       |
| "Doom Du Doom" (둠두둠)            | 2022  | Harmony: Zero In           |
| "Back Down"                        | 2022  | Harmony: Set In            |
| "Jump"                             | 2023  | Harmony: All In            |
| "Killin' It" (때깔)                | 2024  | Killin' It                 |
| "Sad Song"                         | 2024  | Sad Song                   |
| "Duh!"                             | 2025  | Duh!                       |
| Anglès                             |       |                            |
| "Gotta Get Back" (ft. Pink Sweat$) | 2022  | Solos sense àlbum assignat |
| "Super Chic" (ft. New Hope Club)   | 2023  | Solos sense àlbum assignat |
| "Fall in Love Again"               | 2023  | Solos sense àlbum assignat |